# Bakos Ilona
Bakos Ilona (1951 – 2012) magyar modell, manöken.

## Élete
Németül, olaszul beszélt. A Divattervező Intézet és az MTI modellje volt.
A Kőbányai Gyógyszerárugyár Fabulon termékcsaládjának az első reklámarca volt. Az első „Fabulon”-fotó 1972-ben készült Bakos Ilonával.
(A Fabulon-termékcsaládot a gyógyszergyártásban szerzett tapasztalatok felhasználásával az 1970-es évek elején fejlesztette ki az akkor Kőbányai Gyógyszerárugyárnak hívott Richter Gedeon Nyrt.)
1973-ban váltotta őt Pataki Ági modell, és vált a Fabulon reklámarcává.
Számos fotója jelent meg különböző újságokban, hetilapokban. Az Ez a Divat szerkesztőségél is foglalkoztatták, szinte havonta jelentek meg képei, valamint több címlapképe is. Szerepelt kártyanaptárakon is. Több fotóssal dolgozott, például Lengyel Miklós fotóművésszel is.
Divatbemutatókon is rendszeresen fellépett, külföldön is, például Németországban, ahol a későbbi években élt is.
Hárman voltak testvérek, köztük Bakos János (stílustanácsadó), üzletember, volt modell is.  
Bakos Ilona tanácsára kezdett el modellkedni öccse, Bakos János.